# 스트랜드 (런던)

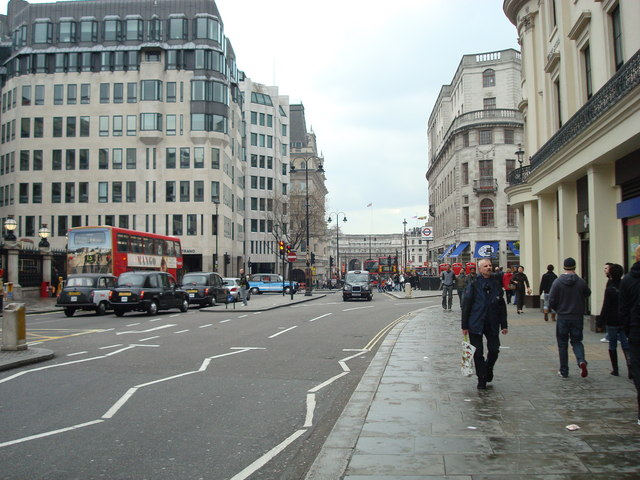
스트랜드

스트랜드(영어: Strand)는 런던 시티오브웨스트민스터 내의 지명이다.